# Astrolab
Astrolab (lat. Astrolabium) je povijesni astronomski instrument za mjerenje kutova koji su koristili klasični astronomi i astrolozi. Pomoću njega mogla se riješiti većina astroloških problema, koji se danas riješavaju pomoću efemerida. To je bio glavni navigacijski instrument do otkrića sekstanta u 18. stoljeću. Između ostalog, koristio se za:
- određivanje i predviđanje položaja Sunca, Mjeseca, planeta i zvijezda;
- određivanje mjesnog vremena iz zadane zemljopisne dužine i obrnuto;
- mjerništvo;
- triangulaciju...

Grčki pisci pišu o ranim verzijama (pretečama) sredinom II. stoljeća prije Krista, a Theon iz Aleksandrije detaljno u IV. stoljeću piše djelo "O malom astrolabu".
Astrolozi islamskoga svijeta i europskih naroda koristili su se astrolabima za izradu horoskopa.